# Melodifestivalen 2024
Melodifestivalen 2024 – 64. edycja festiwalu, będącego szwedzkimi eliminacjami do 68. Konkursu Piosenki Eurowizji w Malmö. Półfinały odbyły się, kolejno: 3, 10, 17, 24 lutego oraz 2 marca, a finał – 9 marca. Podczas rund półfinałowych o wynikach decydowali telewidzowie za pomocą głosowania telefonicznego, ostatecznie reprezentanta wybrano wraz z międzynarodową komisją jurorską.  
Selekcje wygrali Marcus & Martinus z utworem „Unforgettable”, zdobywając w sumie 177 punktów w finale eliminacji.  

## Format

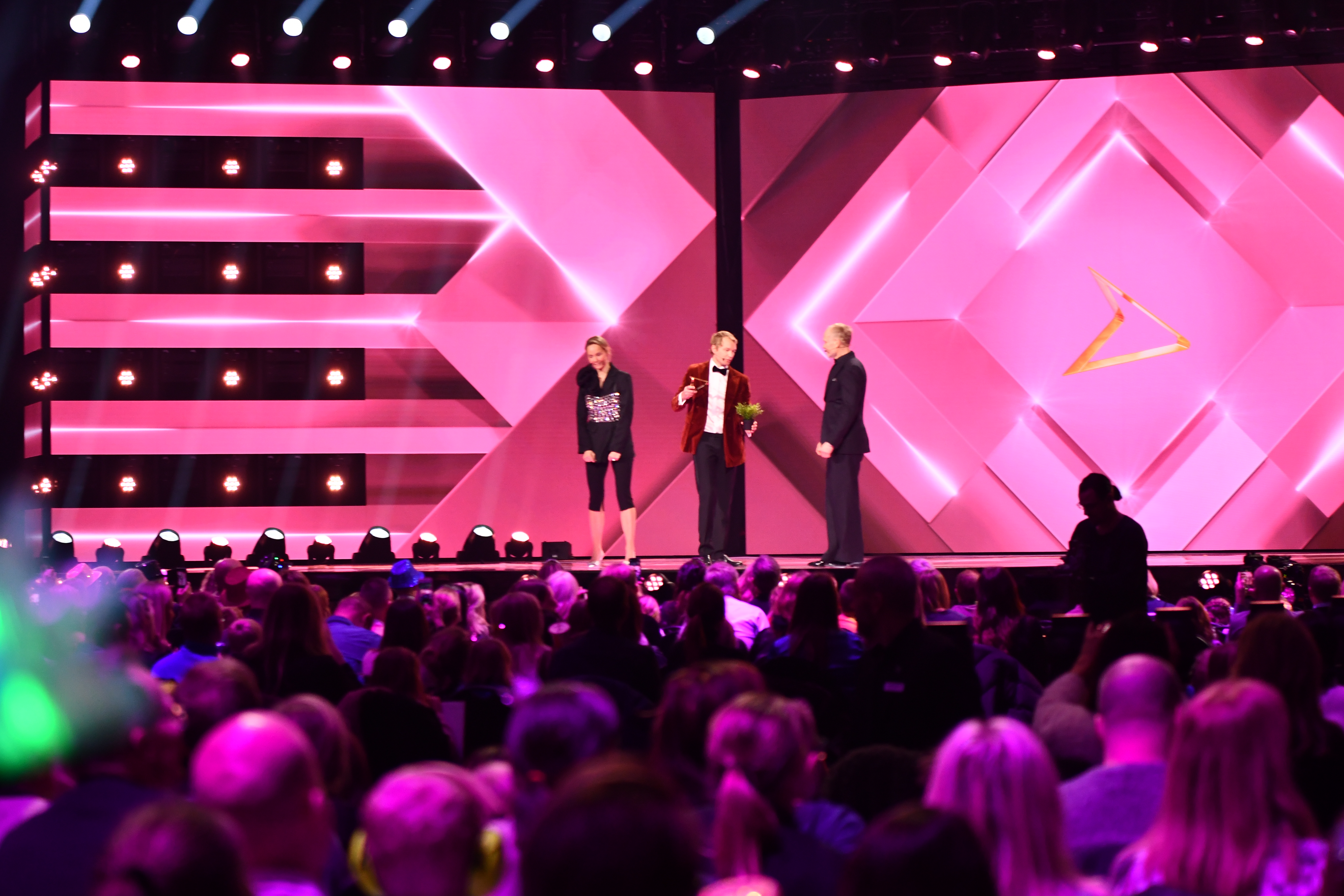
Scena konkursowa podczas próby generalnej poprzedzającej drugi półfinał w Göteborgu

Do konkursu zostało zakwalifikowanych 30 uczestników, o dwóch więcej w porównaniu do poprzednich edycji, którzy następnie zostali podzieleni na pięć półfinałów po sześciu uczestników. Z każdego półfinału dwójka najlepszych uczestników otrzymała automatyczny awans do finału, a laureaci trzeciego oraz czwartego miejsca półfinałów zakwalifikowani zostali do etapu dogrywki, z którego kolejna dwójka awansowała do wielkiego finału. Podczas rund półfinałowych o wynikach zdecydowali telewidzowie, gdzie siedem grup wiekowych oraz osoby głosujące poprzez audiotele oceniły piosenki, w skali: 3, 5, 8, 10, 12 punktów; w finale, podobnie jak w półfinałach, o wynikach również zadecydowali telewidzowie, ale w tzw. skali eurowizyjnej – 1–8, 10, 12 punktów, a zwycięzcę wraz z nimi wybrała międzynarodowa komisja jurorska (osiem komisji z państw z całej Europy), mająca do przyznania tyle samo punktów, ile telewidzowie.

### Szczegóły organizacji
Telewizja SVT zdecydowała, iż z powodu zbyt niskiej oglądalności koncertu drugiej szansy (Andra chansen lub semifinal), format zostanie zreformowany aby zamienić go etapem dogrywki (Finalkvalet), który polega na ok. półgodzinnym koncercie zorganizowanym niedługo po końcu transmisji ostatniego półfinału, podczas którego ponownie pokazane są nagrania półfinałowych występów uczestników i następuje kolejna runda głosowania. Dwóch uczestników z największą sumą głosów zdobytych w półfinale i dogrywce awansowało do wielkiego finału; głosy zdobyte w półfinale i w dogrywce zostały przekalkulowane na skalę 1000 punktów dla obydwu członów głosowania, po czym zostały do siebie dodane w stylu podobnym do mechaniki głosowania w finale Konkursu Piosenki Eurowizji.
Każdy etap konkursu odbywa się w innym szwedzkim mieście. Finał został zorganizowany w Friends Arena w Solnie na północ od centrum Sztokholmu.
| Data      | Miasto     | Miejsce        | Etap                   |
| --------- | ---------- | -------------- | ---------------------- |
| 3 lutego  | Malmö      | Malmö Arena    | Półfinał 1             |
| 10 lutego | Göteborg   | Scandinavium   | Półfinał 2             |
| 17 lutego | Växjö      | Vida Arena     | Półfinał 3             |
| 24 lutego | Eskilstuna | Volvo CE Arena | Półfinał 4             |
| 2 marca   | Karlstad   | Löfbergs Arena | Półfinał 5             |
| 2 marca   | Karlstad   | Löfbergs Arena | Dogrywka (Finalkvalet) |
| 9 marca   | Sztokholm  | Friends Arena  | Finał                  |

12 stycznia SVT potwierdziła doniesienia jakoby prowadzącą konkurs była Carina Berg.

### Kontrowersje

#### Wyniki rundy dogrywkowej
Działanie rundy dogrywkowej i jej wyniki spotkały się z dezaprobatą publiczności, ponieważ obydwie propozycje, które przeszły z niej do finału, zostały premierowo wykonane podczas piątego półfinału, który miał miejsce tego samego dnia. Wielu widzów skrytykowało wybór organizatorów SVT, aby zorganizować dogrywkę tak niedługo po zakończeniu ostatniego półfinału, powołując się na „tendencję do świeżości” oraz pogląd, że prezentacja dwóch uczestniczących utworów tego samego dnia działa na niekorzyść innych uczestników, których piosenki zostały wykonane tygodnie wcześniej i mogły zostać zapomniane. Krytykowano również to, że pokazano tylko krótkie urywki występów, a głosowanie trwało przez zbyt krótki czas, aby widzowie mogli sformułować opinię. Producent Anders Wistbacka później wyjawił, iż odbędą się dyskusje na temat możliwych zmian w formacie dogrywki.

## Uczestnicy
Zgłoszenia do konkursu były otwarte pomiędzy 25 sierpnia a 15 września 2023 roku. Uczestnicy zostali ogłoszeni 1 grudnia 2023 roku.
| Wykonawca          | Piosenka                             | Autor(zy) |
| ------------------ | ------------------------------------ | --- |
| Adam Woods         | „Supernatural”                       | Adam Woods, Calle Hellberg, Jonna Hall, William Segerdahl                                                                       |
| Albin Tingwall     | „Done Getting Over You”              | Jimmy „Joker” Thörnfeldt, Joy i Linnea Deb                                                                                      |
| Annika Wickihalder | „Light”                              | Annika Wickihalder, Herman Gardarfve, Linnea Gawell, Patrik Jean                                                                |
| Cazzi Opeia        | „Give My Heart a Break”              | Ellen Berg, Jimmy Jansson, Moa „Cazzi Opeia” Carlebecker, Thomas G:son                                                          |
| Chelsea Muco       | „Controlla”                          | Anderz Wrethov, Chelsea Muco, Elsa Carmona Oljelund, Fernand MP, Karl Flyckt, Pa Modou                                          |
| C-Joe              | „Ahumma”                             | Charles Koroma, Diana Kambugu, Michael Didriksson, Palle Hammarlund, Tony Malm, Twice Ice                                       |
| Clara Klingenström | „Aldrig mer”                         | Bobby Ljunggren, Clara Klingenström, David Lindgren Zacharias                                                                   |
| Danny Saucedo      | „Happy That You Found Me”            | Kristoffer Fogelmark, John Martin, Michel Zitron                                                                                |
| Dear Sara          | „The Silence After You”              | Benjamin Rosenbohm, Jonas Thander, Marcus Winther-John, Sara Nutti                                                              |
| Dotter             | „It's Not Easy to Write a Love Song” | Dino Medanhodzic, Johanna „Dotter” Jansson                                                                                      |
| Elecktra           | „Banne maj”                          | Anderz Wrethov, Elin Wrethov, Jonny Werner, Robin Werner                                                                        |
| Elisa Lindström    | „Forever Yours”                      | Elisa Lindström, Erik Bernholm, Henric Axelsson, Henrik Sethsson, Thomas G:son                                                  |
| Engmans Kapell     | „Norrland”                           | Larry Forsberg, Lennart Wastesson, Sven-Inge Sjöberg                                                                            |
| Fröken Snusk       | „Unga & fria”                        | Fröken Snusk, Sara Ryan |
| Gunilla Persson    | „I Won't Shake (La La Gunilla)”      | Fredrik Andersson |
| Jacqline           | „Effortless”                         | Dino Medanhodzic, Jacqline Mossberg Mounkassa, Jimmy Jansson, Moa „Cazzi Opeia” Carlebecker, Thomas G:son                       |
| Jay Smith          | „Back to My Roots”                   | Jay Smith, Jonas Jurström, Jonathan Keyes, Maria Jane Smith, Victor Thell                                                       |
| Kim Cesarion       | „Take My Breath Away”                | Albin Johnsén, Christoffer Johansson, Kim Cesarion, Mattias Andréasson, William Segerdahl                                       |
| Klaudy             | „För dig”                            | William Schenberg, Åke Olofsson                                                                                                 |
| Lasse Stefanz      | „En sång om sommaren”                | Anders Wigelius, Anderz Wrethov, Robert Norberg                                                                                 |
| Lia Larsson        | „30 km/h”                            | Axel Schylström, Jimmy Jansson, Lia Larsson, My Söderholm, Thomas G:son                                                         |
| Liamoo             | „Dragon”                             | Anderz Wrethov, Jimmy „Joker” Thörnfeldt, Julie „Kill J” Aagaard, Liamoo                                                        |
| Lisa Ajax          | „Awful Liar”                         | David Lindgren Zacharias, Sebastian Atas, Victor Crone, Victor Sjöström                                                         |
| Marcus & Martinus  | „Unforgettable”                      | Jimmy „Joker” Thörnfeldt, Joy i Linnea Deb, Marcus Gunnarsen, Martinus Gunnarsen                                                |
| Maria Sur          | „When I'm Gone”                      | Anderz Wrethov, Jimmy „Joker” Thörnfeldt, Julie „Kill J” Aagaard, Maria Sur                                                     |
| Medina             | „Que sera”                           | Ali Jammali, Anderz Wrethov, Jimmy „Joker” Thörnfeldt, Sami Rekik                                                               |
| Melina Borglowe    | „Min melodi”                         | Andreas Mattsson, Melina Borglowe, Thomas G:son                                                                                 |
| Samir i Viktor     | „Hela världen väntar”                | David Kreuger, Fredrik Kempe, Niklas Carson Matsson                                                                             |
| Scarlet            | „Circus X”                           | Emil Behmer, Henric Pierroff, Ian-Paolo Lira, Jessica Rachel Chertock, Scarlet, Simon Boustedt, Staffan Amberlind, Thirsty      |
| Smash Into Pieces  | „Heroes Are Calling”                 | Andreas „Giri” Lindbergh, Benjamin Jennebo, Chris Adam Hedman Sörbye, Jimmy „Joker” Thörnfeldt, Joy i Linnea Deb, Per Bergquist |

## Półfinały
Legenda:
     Uczestnicy, którzy awansowali do finału
     Uczestnicy, którzy trafili do dogrywki

### Półfinał 1
Pierwszy półfinał odbył się 3 lutego w hali Malmö Arena w Malmö.
| L.p | Wykonawca         | Piosenka              | Runda 1   | Runda 1 | Runda 2 | Runda 2 | Runda 2 | Wynik    |
| L.p | Wykonawca         | Piosenka              | Głosy     | Miejsce | Głosy   | Punkty  | Miejsce | Wynik    |
| --- | ----------------- | --------------------- | --------- | ------- | ------- | ------- | ------- | -------- |
| 1   | Adam Woods        | „Supernatural”        | 897 010   | 3       | 479 236 | 66      | 3       | Dogrywka |
| 2   | Samir i Viktor    | „Hela världen väntar” | 805 045   | 4       | 401 125 | 57      | 4       | Odpadli  |
| 3   | Melina Borglowe   | „Min melodi”          | 441 839   | 6       | 169 677 | 26      | 5       | Odpadła  |
| 4   | Elisa Lindström   | „Forever Yours”       | 757 042   | 5       | 342 421 | 69      | 2       | Dogrywka |
| 5   | Lisa Ajax         | „Awful Liar”          | 1 146 470 | 2       | 610 447 | 86      | 1       | Finał    |
| 6   | Smash Into Pieces | „Heroes Are Calling”  | 1 287 107 | 1       | —       | —       | —       | Finał    |

Łącznie oddano 7 337 419 głosów przy użyciu 460 794 urządzeń, a dla fundacji Radiohjälpen zebrano 230, 707 koron szwedzkich.
| L.p | Piosenka              | Grupy wiekowe | Grupy wiekowe | Grupy wiekowe | Grupy wiekowe | Grupy wiekowe | Grupy wiekowe | Grupy wiekowe | Telefoniczne | Suma |
| L.p | Piosenka              | 3-9           | 10-15         | 16-29         | 30-44         | 45-59         | 60-74         | 75+           | Telefoniczne | Suma |
| --- | --------------------- | ------------- | ------------- | ------------- | ------------- | ------------- | ------------- | ------------- | ------------ | ---- |
| 1   | „Supernatural”        | 12            | 10            | 10            | 10            | 8             | 8             | 5             | 3            | 66   |
| 2   | „Hela världen väntar” | 10            | 8             | 8             | 5             | 5             | 5             | 8             | 8            | 57   |
| 3   | „Min melodi”          | 3             | 3             | 3             | 3             | 3             | 3             | 3             | 5            | 26   |
| 4   | „Forever Yours”       | 5             | 5             | 5             | 8             | 10            | 12            | 12            | 12           | 69   |
| 5   | „Awful Liar”          | 8             | 12            | 12            | 12            | 12            | 10            | 10            | 10           | 86   |

### Półfinał 2
Drugi półfinał odbył się 10 lutego w hali Scandinavium w Göteborgu.
| L.p | Wykonawca      | Piosenka                | Runda 1   | Runda 1 | Runda 2 | Runda 2 | Runda 2 | Wynik    |
| L.p | Wykonawca      | Piosenka                | Głosy     | Miejsce | Głosy   | Punkty  | Miejsce | Wynik    |
| --- | -------------- | ----------------------- | --------- | ------- | ------- | ------- | ------- | -------- |
| 1   | Maria Sur      | „When I'm Gone”         | 1 463 057 | 2       | 927 690 | 94      | 1       | Finał    |
| 2   | Engmans Kapell | „Norrland”              | 679 574   | 6       | 281 283 | 38      | 5       | Odpadli  |
| 3   | Dear Sara      | „The Silence After You” | 1 110 711 | 4       | 607 351 | 61      | 2       | Dogrywka |
| 4   | C-Joe          | „Ahumma”                | 1 080 133 | 5       | 556 581 | 53      | 4       | Odpadł   |
| 5   | Liamoo         | „Dragon”                | 1 677 964 | 1       | —       | —       | —       | Finał    |
| 6   | Fröken Snusk   | „Unga & fria”           | 1 159 654 | 3       | 695 207 | 58      | 3       | Dogrywka |

Łącznie oddano 10 239 205 głosów przy użyciu 589 162 urządzeń, a dla fundacji Radiohjälpen zebrano 418 604 koron szwedzkich.
| L.p | Piosenka                | Grupy wiekowe | Grupy wiekowe | Grupy wiekowe | Grupy wiekowe | Grupy wiekowe | Grupy wiekowe | Grupy wiekowe | Telefoniczne | Suma |
| L.p | Piosenka                | 3-9           | 10-15         | 16-29         | 30-44         | 45-59         | 60-74         | 75+           | Telefoniczne | Suma |
| --- | ----------------------- | ------------- | ------------- | ------------- | ------------- | ------------- | ------------- | ------------- | ------------ | ---- |
| 1   | „When I'm Gone”         | 12            | 12            | 10            | 12            | 12            | 12            | 12            | 12           | 94   |
| 2   | „Norrland”              | 3             | 3             | 3             | 3             | 3             | 5             | 8             | 10           | 38   |
| 3   | „The Silence After You” | 5             | 5             | 5             | 8             | 10            | 10            | 10            | 8            | 61   |
| 4   | „Ahumma”                | 8             | 8             | 8             | 5             | 8             | 8             | 5             | 3            | 53   |
| 6   | „Unga & fria”           | 10            | 10            | 12            | 10            | 5             | 3             | 3             | 5            | 58   |

### Półfinał 3
Trzeci półfinał odbył się 17 lutego w hali Vida Arena w Växjö.
| L.p | Wykonawca          | Piosenka                        | Runda 1   | Runda 1 | Runda 2 | Runda 2 | Runda 2 | Wynik    |
| L.p | Wykonawca          | Piosenka                        | Głosy     | Miejsce | Głosy   | Punkty  | Miejsce | Wynik    |
| --- | ------------------ | ------------------------------- | --------- | ------- | ------- | ------- | ------- | -------- |
| 1   | Jacqline           | „Effortless”                    | 1 343 304 | 1       | —       | —       | —       | Finał    |
| 2   | Clara Klingenström | „Aldrig mer”                    | 824 631   | 6       | 381 143 | 52      | 4       | Odpadła  |
| 3   | Kim Cesarion       | „Take My Breath Away”           | 884 738   | 5       | 429 362 | 45      | 5       | Odpadł   |
| 4   | Klaudy             | „För dig”                       | 908 310   | 4       | 462 679 | 59      | 2       | Dogrywka |
| 5   | Gunilla Persson    | „I Won't Shake (La La Gunilla)” | 1 050 416 | 3       | 565 585 | 56      | 3       | Dogrywka |
| 6   | Cazzi Opeia        | „Give My Heart a Break”         | 1 300 644 | 2       | 886 306 | 92      | 1       | Finał    |

Łącznie oddano 9 037 118 głosów przy użyciu 567 234 urządzeń, a dla fundacji Radiohjälpen zebrano 413 375 koron szwedzkich.
| L.p | Piosenka                        | Grupy wiekowe | Grupy wiekowe | Grupy wiekowe | Grupy wiekowe | Grupy wiekowe | Grupy wiekowe | Grupy wiekowe | Telefoniczne | Suma |
| L.p | Piosenka                        | 3-9           | 10-15         | 16-29         | 30-44         | 45-59         | 60-74         | 75+           | Telefoniczne | Suma |
| --- | ------------------------------- | ------------- | ------------- | ------------- | ------------- | ------------- | ------------- | ------------- | ------------ | ---- |
| 2   | „Aldrig mer”                    | 5             | 3             | 3             | 5             | 8             | 10            | 10            | 8            | 52   |
| 3   | „Take My Breath Away”           | 10            | 8             | 5             | 8             | 5             | 3             | 3             | 3            | 45   |
| 4   | „För dig”                       | 8             | 5             | 8             | 10            | 10            | 8             | 5             | 5            | 59   |
| 5   | „I Won't Shake (La La Gunilla)” | 3             | 12            | 12            | 3             | 3             | 5             | 8             | 10           | 56   |
| 6   | „Give My Heart a Break”         | 12            | 10            | 10            | 12            | 12            | 12            | 12            | 12           | 92   |

### Półfinał 4
Czwarty półfinał odbył się 24 lutego w hali Volvo CE Arena w Eskilstunie.
| L.p | Wykonawca      | Piosenka                             | Runda 1   | Runda 1 | Runda 2 | Runda 2 | Runda 2 | Wynik    |
| L.p | Wykonawca      | Piosenka                             | Głosy     | Miejsce | Głosy   | Punkty  | Miejsce | Wynik    |
| --- | -------------- | ------------------------------------ | --------- | ------- | ------- | ------- | ------- | -------- |
| 1   | Albin Tingwall | „Done Getting Over You”              | 1 000 678 | 5       | 509 376 | 63      | 2       | Dogrywka |
| 2   | Lia Larsson    | „30 km/h”                            | 1 049 671 | 3       | 547 654 | 49      | 4       | Odpadła  |
| 3   | Dotter         | „It's Not Easy to Write a Love Song” | 1 258 479 | 2       | 677 671 | 84      | 1       | Finał    |
| 4   | Scarlet        | „Circus X”                           | 1 014 301 | 4       | 559 235 | 60      | 3       | Dogrywka |
| 5   | Lasse Stefanz  | „En sång om sommaren”                | 789 340   | 6       | 334 002 | 48      | 5       | Odpadli  |
| 6   | Danny Saucedo  | „Happy That You Found Me”            | 1 403 133 | 1       | —       | —       | —       | Finał    |

Łącznie oddano 9 143 540 głosów przy użyciu 555 108 urządzeń, a dla fundacji Radiohjälpen zebrano 362 157 koron szwedzkich.
| L.p | Piosenka                             | Grupy wiekowe | Grupy wiekowe | Grupy wiekowe | Grupy wiekowe | Grupy wiekowe | Grupy wiekowe | Grupy wiekowe | Telefoniczne | Suma |
| L.p | Piosenka                             | 3-9           | 10-15         | 16-29         | 30-44         | 45-59         | 60-74         | 75+           | Telefoniczne | Suma |
| --- | ------------------------------------ | ------------- | ------------- | ------------- | ------------- | ------------- | ------------- | ------------- | ------------ | ---- |
| 1   | „Done Getting Over You”              | 5             | 8             | 10            | 5             | 8             | 10            | 12            | 5            | 63   |
| 2   | „30 km/h”                            | 12            | 10            | 3             | 8             | 5             | 3             | 5             | 3            | 49   |
| 3   | „It's Not Easy to Write a Love Song” | 8             | 12            | 12            | 10            | 12            | 12            | 10            | 8            | 84   |
| 4   | „Circus X”                           | 10            | 5             | 5             | 12            | 10            | 5             | 3             | 10           | 60   |
| 5   | „En sång om sommaren”                | 3             | 3             | 8             | 3             | 3             | 8             | 8             | 12           | 48   |

### Półfinał 5
Piąty półfinał odbył się 2 marca w hali Löfbergs Arena w Karlstadzie.
| L.p | Wykonawca          | Piosenka           | Runda 1   | Runda 1 | Runda 2 | Runda 2 | Runda 2 | Wynik    |
| L.p | Wykonawca          | Piosenka           | Głosy     | Miejsce | Głosy   | Punkty  | Miejsce | Wynik    |
| --- | ------------------ | ------------------ | --------- | ------- | ------- | ------- | ------- | -------- |
| 1   | Marcus & Martinus  | „Unforgettable”    | 1 759 673 | 1       | —       | —       | —       | Finał    |
| 2   | Chelsea Muco       | „Controlla”        | 1 009 857 | 5       | 459 399 | 42      | 4       | Odpadła  |
| 3   | Jay Smith          | „Back to My Roots” | 1 171 788 | 3       | 624 639 | 73      | 3       | Dogrywka |
| 4   | Elecktra           | „Banne maj”        | 803 892   | 6       | 399 506 | 28      | 5       | Odpadła  |
| 5   | Annika Wickihalder | „Light”            | 1 144 413 | 4       | 665 667 | 79      | 2       | Dogrywka |
| 6   | Medina             | „Que sera”         | 1 392 450 | 2       | 853 794 | 82      | 1       | Finał    |

Łącznie oddano 10 285 078 głosów przy użyciu 597 243 urządzeń, a dla fundacji Radiohjälpen zebrano 444 159 koron szwedzkich.
| L.p | Piosenka           | Grupy wiekowe | Grupy wiekowe | Grupy wiekowe | Grupy wiekowe | Grupy wiekowe | Grupy wiekowe | Grupy wiekowe | Telefoniczne | Suma |
| L.p | Piosenka           | 3-9           | 10-15         | 16-29         | 30-44         | 45-59         | 60-74         | 75+           | Telefoniczne | Suma |
| --- | ------------------ | ------------- | ------------- | ------------- | ------------- | ------------- | ------------- | ------------- | ------------ | ---- |
| 2   | „Controlla”        | 8             | 8             | 3             | 5             | 5             | 5             | 5             | 3            | 42   |
| 3   | „Back to My Roots” | 10            | 5             | 8             | 10            | 12            | 10            | 8             | 10           | 73   |
| 4   | „Banne maj”        | 3             | 3             | 5             | 3             | 3             | 3             | 3             | 5            | 28   |
| 5   | „Light”            | 5             | 10            | 10            | 8             | 10            | 12            | 12            | 12           | 79   |
| 6   | „Que sera”         | 12            | 12            | 12            | 12            | 8             | 8             | 10            | 8            | 82   |

## Dogrywka
Dogrywka dla artystów, którzy zajęli środkowe miejsca w swoich półfinałach, odbyła się 2 marca w hali Löfbergs Arena w Karlstadzie, od razu po zakończeniu ostatniego koncertu półfinałowego.
| L.p | Wykonawca          | Piosenka                        | Półfinał  | Półfinał | Dogrywka | Dogrywka | Suma | Miejsce | Wynik   |
| L.p | Wykonawca          | Piosenka                        | Głosy     | Punkty   | Głosy    | Punkty   | Suma | Miejsce | Wynik   |
| --- | ------------------ | ------------------------------- | --------- | -------- | -------- | -------- | ---- | ------- | ------- |
| 1   | Elisa Lindström    | „Forever Yours”                 | 1 099 463 | 84       | 381 269  | 58       | 142  | 10      | Odpadła |
| 2   | Adam Woods         | „Supernatural”                  | 1 376 246 | 106      | 545 665  | 83       | 189  | 6       | Odpadł  |
| 3   | Dear Sara          | „The Silence After You”         | 1 718 062 | 103      | 435 793  | 66       | 169  | 8       | Odpadła |
| 4   | Fröken Snusk       | „Unga & fria”                   | 1 854 861 | 111      | 809 748  | 124      | 235  | 3       | Odpadła |
| 5   | Klaudy             | „För dig”                       | 1 370 989 | 86       | 508 044  | 78       | 164  | 9       | Odpadł  |
| 6   | Gunilla Persson    | „I Won't Shake (La La Gunilla)” | 1 616 001 | 101      | 741 004  | 113      | 214  | 5       | Odpadła |
| 7   | Albin Tingwall     | „Done Getting Over You”         | 1 510 054 | 96       | 581 259  | 89       | 185  | 7       | Odpadł  |
| 8   | Scarlet            | „Circus X”                      | 1 573 536 | 100      | 796 229  | 122      | 222  | 4       | Odpadły |
| 9   | Annika Wickihalder | „Light”                         | 1 810 080 | 107      | 906 864  | 138      | 245  | 1       | Finał   |
| 10  | Jay Smith          | „Back to My Roots”              | 1 796 427 | 106      | 845 182  | 129      | 235  | 2       | Finał   |

Łącznie oddano 6 551 057 głosów przy użyciu 518 179 urządzeń, a dla fundacji Radiohjälpen zebrano 517 392 koron szwedzkich.
Legenda:
     Uczestnicy, którzy awansowali do finału

## Finał
Finał odbył się 9 marca w Friends Arena w Sztokholmie.
| L.p | Wykonawca          | Piosenka                             | Jurorzy | Widzowie  | Widzowie | Suma | Miejsce |
| L.p | Wykonawca          | Piosenka                             | Jurorzy | Głosy     | Punkty   | Suma | Miejsce |
| --- | ------------------ | ------------------------------------ | ------- | --------- | -------- | ---- | ------- |
| 1   | Maria Sur          | „When I'm Gone”                      | 37      | 2 239 255 | 35       | 72   | 7       |
| 2   | Jay Smith          | „Back to My Roots”                   | 20      | 1 997 809 | 26       | 46   | 10      |
| 3   | Lisa Ajax          | „Awful Liar”                         | 26      | 1 754 949 | 11       | 37   | 11      |
| 4   | Smash Into Pieces  | „Heroes Are Calling”                 | 31      | 2 688 509 | 59       | 90   | 3       |
| 5   | Cazzi Opeia        | „Give My Heart a Break”              | 46      | 2 042 843 | 41       | 87   | 4       |
| 6   | Annika Wickihalder | „Light”                              | 38      | 1 852 595 | 25       | 63   | 8       |
| 7   | Marcus & Martinus  | „Unforgettable”                      | 85      | 3 186 801 | 92       | 177  | 1       |
| 8   | Dotter             | „It's Not Easy to Write a Love Song” | 26      | 1 633 089 | 8        | 34   | 12      |
| 9   | Medina             | „Que sera”                           | 43      | 2 894 693 | 61       | 104  | 2       |
| 10  | Liamoo             | „Dragon”                             | 38      | 2 486 029 | 45       | 83   | 5       |
| 11  | Jacqline           | „Effortless”                         | 40      | 1 930 548 | 21       | 61   | 9       |
| 12  | Danny Saucedo      | „Happy That You Found Me”            | 34      | 1 890 517 | 40       | 74   | 6       |

Łącznie oddano 26 597 637 głosów przy użyciu 1 028 307 urządzeń, a dla fundacji Radiohjälpen zebrano 1 949 008 koron szwedzkich (rekord w finale).
| L.p | Piosenka                             | Belgia | Irlandia | Malta | Serbia | Australia | Islandia | Niemcy | Cypr | Suma |
| --- | ------------------------------------ | ------ | -------- | ----- | ------ | --------- | -------- | ------ | ---- | ---- |
| 1 | „When I'm Gone”                      | 4      | 1        | 4     | 8      | 10        |          | 7      | 3    | 37   |
| 2 | „Back to My Roots”                   | 5      | 8        |       | 4      |           | 1        | 1      | 1    | 20   |
| 3 | „Awful Liar”                         | 2      |          |       | 6      | 3         | 4        | 3      | 8    | 26   |
| 4 | „Heroes Are Calling”                 | 6      | 7        | 5     | 2      | 1         |          | 5      | 5    | 31   |
| 5 | „Give My Heart a Break”              | 12     | 3        | 6     | 7      | 7         | 7        | 6      | 4    | 46   |
| 6 | „Light”                              |        | 4        | 10    | 10     |           | 6        | 8      |      | 38   |
| 7 | „Unforgettable”                      | 8      | 5        | 12    | 12     | 12        | 12       | 12     | 12   | 85   |
| 8 | „It's Not Easy to Write a Love Song” | 3      | 2        | 2     |        | 8         | 3        |        | 2    | 26   |
| 9 | „Que sera”                           | 10     | 12       | 8     | 5      | 4         | 2        | 2      |      | 43   |
| 10 | „Dragon”                             | 1      | 6        | 7     | 3      | 2         | 5        | 4      | 10   | 38   |
| 11 | „Effortless”                         | 7      |          | 1     |        | 6         | 10       | 10     | 6    | 40   |
| 12 | „Happy That You Found Me”            |        | 10       | 3     | 1      | 5         | 8        |        | 7    | 34   |
| Sekretarze międzynarodowych komisji jurorskich |                                      |        |          |       |        |           |          |        |      |      |
| - – Birgit Simal - – Neil Doherty - – Gordon Bonello - – Ivan Simonović - – Danny Estrin - – Felix Bergsson - – Alina Stiegler - – Evi Papamichael |                                      |        |          |       |        |           |          |        |      |      |

| L.p | Piosenka                             | Grupy wiekowe | Grupy wiekowe | Grupy wiekowe | Grupy wiekowe | Grupy wiekowe | Grupy wiekowe | Grupy wiekowe | Telefoniczne | Suma |
| L.p | Piosenka                             | 3-9           | 10-15         | 16-29         | 30-44         | 45-59         | 60-74         | 75+           | Telefoniczne | Suma |
| --- | ------------------------------------ | ------------- | ------------- | ------------- | ------------- | ------------- | ------------- | ------------- | ------------ | ---- |
| 1   | „When I'm Gone”                      | 6             | 8             | 7             | 4             | 1             |               | 8             | 1            | 35   |
| 2   | „Back to My Roots”                   | 3             |               | 6             | 5             | 3             | 4             |               | 5            | 26   |
| 3   | „Awful Liar”                         | 4             | 5             | 2             |               |               |               |               |              | 11   |
| 4   | „Heroes Are Calling”                 | 10            | 6             | 5             | 12            | 10            | 6             | 2             | 8            | 59   |
| 5   | „Give My Heart a Break”              | 5             | 2             |               | 7             | 6             | 10            | 5             | 6            | 41   |
| 6   | „Light”                              |               | 1             | 4             | 1             | 2             | 7             | 6             | 4            | 25   |
| 7   | „Unforgettable”                      | 12            | 12            | 12            | 8             | 12            | 12            | 12            | 12           | 92   |
| 8   | „It's Not Easy to Write a Love Song” | 2             | 4             |               |               |               | 1             | 1             |              | 8    |
| 9   | „Que sera”                           | 8             | 10            | 10            | 10            | 7             | 2             | 7             | 7            | 61   |
| 10  | „Dragon”                             | 7             | 7             | 8             | 6             | 5             | 5             | 4             | 3            | 45   |
| 11  | „Effortless”                         |               | 3             | 3             | 3             | 4             | 3             | 3             | 2            | 21   |
| 12  | „Happy That You Found Me”            | 1             |               | 1             | 2             | 8             | 8             | 10            | 10           | 40   |

Legenda:
     Zdobywca pierwszego miejsca
     Zdobywca drugiego miejsca
     Zdobywca trzeciego miejsca

## Statystyki
Według danych przekazanych przez SVT:
- Całkowita liczba widzów, SVT1: 16 789 000 (średnio 2 798 000 na program, -1,3% od 2023)
- Całkowita liczba widzów, SVT Play: 2 550 166 (rekord, średnio 425 028 na program, +34,9% od 2023)
- Całkowita liczba widzów, SVT1 + SVT Play: 19 339 166 (średnio 3 223 195 na program, +2,3% w porównaniu do 2023)
- Udział widzów SVT1, średnia: 75,4% (-0,1% w porównaniu do 2023)
- Całkowita liczba głosujących: 4 316 047 urządzeń (przez aplikację i telefoniczne, średnio 616 578 na program, +3,2% w porównaniu do 2023)
- Łączna liczba głosów: 79 197 417 głosów (+5,6% w porównaniu do 2023)
- Łącznie donacje dla Radiohjälpen: 4 295 652 koron (+15,3% w porównaniu do 2022)

### Oglądalność
| Etap       | Data           | Widzowie  | Udział | Źr.    |
| ---------- | -------------- | --------- | ------ | ------ |
| Półfinał 1 | 3 lutego 2024  | 2,771 mln | 76,7%  | [ 29 ] |
| Półfinał 2 | 10 lutego 2024 | 2 754 mln | 80,4%  | [ 30 ] |
| Półfinał 3 | 17 lutego 2024 | 2,638 mln | 73.6%  | [ 31 ] |
| Półfinał 4 | 24 lutego 2024 | 2,753 mln | 79,4%  | [ 25 ] |
| Półfinał 5 | 2 marca 2024   | 2,627 mln | 76,1%  | [ 25 ] |
| Finał      | 9 marca 2024   | 2,786 mln | 72,4%  | [ 32 ] |